# Los muertos van deprisa
Los muertos van deprisa es una película española dirigida por Ángel de la Cruz.

## Argumento
La historia gira en torno a 3 parejas de diferentes generaciones:
- Venancia (Belén Constenla) - Filomeno (Chete Lera)
- Irene (Neus Asensi)- Jerónimo (Manuel Manquiña)
- María (María Castro)- César (Sergio Bermúdez).

que ven como el más anciano del lugar, Xan de Muiños (Cándido Novo), fallece...

## Comentarios
Rodada en Rinlo y en Frieira Vella (Ribadeo) (Lugo)